# Hodobay Sándor
Hodobay Sándor (Eperjes, 1880. november 21. – Abony, 1957. február 16.) jogász, Miskolc polgármestere.

Hodobay Sándor polgármester

## Élete

### Családja
Édesapja Hodobay Andor (1855-1914) 1882-től görög katolikus homrogdi lelkész, akit 1890-ben esperessé, 1900-ban szentszéki tanácsossá nevezték ki. 1901-tól eperjesi kanonok, 1902-tól apáti, majd amerikai esperesi vizitátori, 1905-től pápai prelátusi, pápai protonotáriusi kinevezést kapott. Prédikációival honosította meg az eperjesi templomban a magyar nyelvet a rutén mellett. 1907-ben a Ferenc József-rend középkeresztjével tüntették ki, amerikai egyházszervező működésének (önálló magyar görög katolikus püspökség felállítása) elismeréseként. Édesanyja Rojkovich Ilona volt (elhunyt 28 éves korában Homrogdon, 1888. április 15-én).
1909. február 20-án vezette oltár elé Diószeghy Annát (Miskolc, 1886. február 9.- Budapest, 1961. március 1.), Diószeghy György, Miskolc város korábbi főjegyzőjének leányát. Házasságukból hét gyermek született.

### Pályafutása
Iskoláit szülővárosában végezte. Jogi tanulmányait az ottani evangélikus jogakadémián (ami később Miskolcra költözött) kezdte, majd a kolozsvári tudományegyetemen fejezte be, államtudományi doktorátust szerzett. Miskolcon az árvaszéknél dolgozott, később elnökhelyettese is volt. 1912-ben választották meg Miskolc főjegyzőjének, majd 1914-ben gazdasági tanácsnoknak. 1916-tól kétéves frontszolgálatot teljesített. Leszerelése után, 1918-ban, Szentpáli István polgármester a helyettesének hívta.
1922-ben polgármesterré választották, beiktatása alkalmából a Színház ünnepi Bánk bán előadással tisztelgett a város első embere előtt. Tevékenysége során Miskolc rengeteget fejlődött. Folytatta a háború miatt félbeszakadt építkezéseket, a csatorna- és vízvezeték-hálózat korszerűsítését, 1927-re kikövezték és kivilágították a város minden utcáját, létrehozták a város új köztemetőjét, a Búza téri Vásárcsarnokot, hidak épültek, parkosítottak, fásítottak. A beruházások, illetve tervei megvalósításához igénybe vette a magyar városok számára kiírt stabilizációs hitelt, az ún. Speyer-kölcsönt. A helyiek néha még ma is az ő nevén emlegetik a Pozsonyi utca környékén, 1924-től épült családi házas területet (Hodobay-telep), amely elsősorban az elcsatolt területekről menekült családok számára készült. 

Hodobay Sándor tartalékos tüzér főhadnagyként, 1915

1925-ben, a Vay (ma József Attila) úton épült fel egy „ínséglakás-telep”, amely 180, főleg menekült család számára nyújtott lakhatást. 1926-ban készült el egy 33 lakásos bérpalota a Tizeshonvéd utcán. Egy évre rá az újonnan elkészült Soltész Nagy Kálmán utcai iskolában megkezdték az oktatást, új épületekkel bővítették az Erzsébet Közkórházat (ma Semmelweis Kórház). Polgármesteri működése alatt komoly fejlődésnek indult Miskolc kulturális élete is. Elindította a „Miskolci Hét” nevű művészeti rendezvénysorozatot. 1925-ben a Deák téren felállították Gárdos Aladár szobrászművész művét, Deák Ferenc egész alakos bronzszobrát, amely a főváros után az első Deák-szobor volt az országban, és Miskolc harmadik szobra volt (Kossuth és Szemere után). Két év múlva József főherceg avatta fel a Tízes honvéd szobrot, Vass Viktor alkotását, amely a város korábbi háziezredének állított emléket laktanyájukkal szemben, Wälder Gyula tervei alapján felépült a Zenepalota. 
Polgármesterként állandó és fontos feladatának tekintette Nagy-Miskolc létrehozását.
A sikerek és a népszerűség közepette derült ki, hogy a város néhány tisztviselője tisztességtelenül kezelt bizonyos közpénzeket. A polgármester vétlen volt ugyan, de 1935. május 23-án benyújtotta lemondását, kérte nyugdíjazását. 1943-ig még Miskolcon élt a családjával (az Urak utcáján, a mai Petőfi utcán volt a lakásuk), de a közélettől teljesen visszavonult. 1943-ban Budapestre, majd az 1950-es években Abonyba költözött. Ott hunyt el 1957-ben, sírja a budapesti Farkasréti temetőben van.